# Carlo Carnazza
Carlo Carnazza (Catania, 13 settembre 1875 – ...) è stato un politico e imprenditore italiano.

## Biografia
Figlio del senatore Giuseppe Carnazza Puglisi, fratello del ministro Gabriello (1871-1931), inoltre cugino del deputato Giuseppe Carnazza Amari e infine, nipote del patriota Gabriello Carnazza Puglisi.
Insieme a Giuseppe Simili fondò nel 1915 il Giornale dell'Isola, quotidiano di Catania, di cui fu direttore fino al 1928, sempre su posizioni politiche di destra.
Fece parte della Massoneria e dopo il 1919 raggiunse il 31º grado del Rito scozzese antico ed accettato.
Fu deputato alla Camera del Regno per due legislature, dal 1921 al 1929
Divenne podestà di Catania dal 23 febbraio 1926 al 15 gennaio 1927. Sposò Maria, la figlia di Robert Trewhella.